# 高林坊
高林坊（こうりんぼう）は、広島県安芸高田市にある浄土真宗本願寺派の寺院。
浄土真宗の安芸の大本山とも称される。

## 概要
明応5年（1496年）に福間浄誓により開基された浄土真宗本願寺派の巨刹。本堂等の伽藍は市の重要文化財に指定されている。
南北朝時代（1383年）に鋳造された梵鐘（県重要文化財）は、吉舎・南天城主、和智誠春が毛利隆元を毒殺したとの疑いで、元就に宮島で殺害された日が追鐘銘にある。
安土桃山時代様式の「慶長の庭」（別名「桃山の庭」）は、安芸高田市の観光名所。
第二次世界大戦末期の1945年8月には広島市で開校したばかりの県立広島医学専門学校（現・広島大学医学部）が本寺院に疎開し、生徒の大半が被爆の難を免れた。同年末の豊田郡安浦町（現・呉市）への移転まで授業が実施された。